# Lemairegisa pittieri
Lemairegisa pittieri är en fjärilsart som beskrevs av William Schaus 1924. Lemairegisa pittieri ingår i släktet Lemairegisa och familjen tandspinnare. Inga underarter finns listade i Catalogue of Life.